# Första minnet
Första minnet är en dikt av Erik Axel Karlfeldt. Den ingår i diktsamlingen Hösthorn som publicerades 1927. Dikten betsår av fyra stycken à tre rader med sammanlagt 72 ord. 

## Bakgrund
Erik Axel Karlfeldt var i slutet av sin livstid Sveriges största och mest erkända diktare. Karlfeldt brukade skriva mycket om naturen och sitt hem i Dalarna. En speciell figur som Karlfeldt skrev om var Fridolin. Ett av Karlfeldts mest kända verk är Fridolins visor som kom ut år 1898. 

## Språk och stil
Berättarperspektivet är återkallande och görs i första person. Den som berättar historien vet inte vad de andra karaktärerna tänker och avslöjar inte vad den själv tänker, utan ser endast vad som sker och vad som finns i ett litet område runt omkring honom själv. Berättaren använder formen "vi" när han talar om att gå in i det vita huset och "mig/min" när "någon" höll i personens hand, vilket visar att berättaren är med i en större grupp av personer.
Dikten är uppdelad i två delar, på två olika platser. I den första delen befinner man sig på en hal väg och i den andra delen är de på en begravning av ett barn.. Händelserna framträder i kronologisk ordning, men fläckvis uppdykande en och en, och dikten ger endast tillräckligt information så att man precis förstår vad som hänt.